# 暴君ハバネロ
暴君ハバネロ（ぼうくんハバネロ）は、東ハトが発売しているスナック菓子。

## 概要
発売当時、世界一辛いトウガラシとしてギネス世界記録で認定されたことのあるトウガラシ、ハバネロを使用している。試作の末にチキン・オニオン・ガーリックなどの旨味を効かせ、ただ辛いだけではない「ウマ辛」に仕上げている。
2003年に東ハトが経営破綻からの再起をかけた商品のひとつで、2003年11月の発売から2004年6月までの間に累計2000万袋を出荷、発売1年で3000万袋を達成した。これにより激辛ブームが再燃し、のちに他社からもハバネロを用いた商品が多数発売された。2004年以降、スコヴィアワードに連続入賞し、味だけではなくパッケージデザインも高く評価された。
商品名は、原材料であるトウガラシ属の植物「ハバネロ」と、ローマ帝国第5代皇帝で暴君として悪名高いネロ（暴君ネロ）を合わせた駄洒落。パッケージデザインには東ハトCBOで元プロサッカー選手中田英寿が関わっている。
同社の他商品と同様、キャラクター性を強く打ち出した商品となっており、キャラクターの経歴や性格まで設定されている。パッケージの裏面に「1分でわかる暴君ハバネロ波乱炎上ヒストリー」として経歴が書かれていたことがある（幼少期：ハーバーネロ大学に2歳で合格。神童と呼ばれる。 青年期：政治団体「ウマ辛党」結党。理想の国づくりに邁進する。 暴君期：自分だけ合コンに誘われず憤怒。暴君となる。）。雑誌の広告漫画では他商品のキャラクターと共演している。2005年にはキャラ博に出展した。
激辛ブームの火付け役ではあるが、近年の商品は辛みが大幅に抑えられている。辛さを支持する消費者の期待にこたえるべく、リニューアルを重ねてどんどん辛さを増していったところ、それに反比例するかのように売り上げは減少していき、「ある程度の辛さを好む人は多くても、『激辛』を求める層はさほどボリュームが大きくないのではないかということに気付いた」ことにより、2011年に「帰ってきた暴君ハバネロ」としてリニューアル発売。パッケージを発売当初のデザインに戻し、辛さも発売当初相当に戻している。この舵切りが功を奏し、7年連続(2018年現在)で売上を伸ばした。
2023年に発売20周年を迎え、東ハトが発売開始日の11月17日を「暴君ハバネロの日」と制定した。
形状は同社で発売するスナック菓子「なげわ」と同じで、激辛なげわと言っても過言ではない。

## 姉妹品
姉妹品として「暴君ハバネロ」と銘打つ多くの派生商品がある。
初期には暴君ハバネロの幼少期という触れ込みで辛さ1/5に抑えたマヨネーズ風味スナック「暴君ベビネロ」が、公式ライバルとして花椒を使用した痺れる辛さの「麻辣仙人」（マーラーせんにん）が販売されていたが、いずれも短命に終わっている。なお、ベビネロに関しては2023年現在も幼少期の姿として設定が存在している。
2006年～2007年には暴君ハバネロが「世界各国の辛い料理を征服するために旅に出る」という設定で、各国の伝統料理を取り入れたシリーズが断続的に発売された。
2007年10月、新たにギネス世界記録で世界一辛いトウガラシと認定されたジョロキア種トウガラシのペーストを使用した「大魔王ジョロキア」が姉妹品として発売された。暴君ハバネロの公式ライバルという設定であり、ガーリック・オニオンなどの旨味に加えてレモングラスの酸味が特徴である。「魔王ジョロキア」には「新・世界一（辛い）トウガラシ」の副題があり、かつて「世界一（辛い）トウガラシ」の副題であった暴君ハバネロは「伝説のトウガラシ」と改められた。

## 商品一覧
暴君ハバネロ（オリジナル）
- 2003年11月17日：「暴君ハバネロ」発売[10]。
- 2005年11月14日：パッケージをリニューアル[11]。
- 2007年2月26日：新型のギザギザリングを採用しリニューアル[12]。より辛いパウダーが付きやすくなる。
- 2008年1月21日：リングをリニューアル。ギザギザのないフラットなリングに戻る[13]。野菜の旨みを増量。
- 2010年1月25日：初の製品名を変更となる「暴君ハバネロ・ウマ辛黄金比」としてリニューアル[14]。
- 2010年8月2日：「ウマ辛暴君ハバネロ」としてリニューアルし、パッケージも大幅に変更[15]。
- 2011年3月21日：「帰ってきた暴君ハバネロ」としてリニューアル[16]。発売当初のパッケージに戻し、辛さも初期相当に抑えられた。
- 2018年1月15日：発売15周年を記念し「ウマ辛伝説 暴君ハバネロ」としてリニューアル[17]。
- 2021年2月15日：「天下無双 暴君ハバネロ」としてリニューアル。ガーリックパウダー増量。
- 2023年3月6日：発売20周年を記念し製品名が「暴君ハバネロ」に戻る[18]。

- 2004年4月19日： 「モビ ハーシュポテト・暴君仕立て」[19]
- 2004年7月12日：「モビ ハバネロの種・暴君仕立て」
- 2004年11月15日：「暴君ベビネロ」、「麻辣仙人」[7]
- 2005年3月28日：「麻辣黒仙人」[20]
- 2005年4月16日：「暴君ハバネロ辛さ1.5倍」（セブン-イレブン限定発売）
- 2005年4月25日：「暴君ハバネロ・ザク割り固め」[21]
- 2005年11月14日：暴君ベビネロをリニューアル。[22]
- 2006年5月22日：「暴君ハバネロ 〜メキシコ荒野篇〜」[23]
- 2006年6月12日：「とりあえずから揚げ・暴君ハバネロ仕立て」[24]
- 2006年7月3日：「暴君ハバネロ&ピーナッツ隊長」[25]
- 2006年9月4日：「暴君ハバネロ 〜魅惑のインド篇〜」[26]
- 2006年11月13日：「暴君ハバネロ 〜ガーナ秘境篇〜」「暴君ハバネロ 炎のチップス」[27]
- 2007年2月26日：「暴君ハバネロ 〜禁断のタイ篇〜」[28]
- 2007年4月2日・2023年4月3日：「暴君ハバネロ4連包」[29]
- 2007年5月28日：「超暴君ハバネロ 辛さ1.5倍」（コンビニエンスストア限定）[30]
- 2007年6月18日：「暴君ハバネロ ザ・チップス ガーリック味」[31]
- 2007年10月29日：「超暴君ハバネロ 辛さ2.0倍」「大魔王ジョロキア」[32]
- 2007年11月19日：「暴君ハバネロ〜メキシコ母国篇〜」[33]
- 2008年4月14日：「暴君ハバネロ のりわさび味」「魔王ジョロキア チリサルサ味」[34]
- 2008年4月21日：「超暴君ハバネロ＆荒くれ勇者ロコト ロコトレジェーノ味」「大魔王ジョロキア＆鬼姫プリッキーヌ トムヤムクン味」（コンビニエンスストア限定）
- 2008年8月1日：「超暴君ハバネロ ヒヤヒヤの夏」「大魔王ジョロキア シュワシュワの夏」（コンビニエンスストア限定）[35]
- 2008年9月29日：「暴君ハバネロ・悪夢のハロウィン」[36]
- 2009年2月1日：「暴君ハバネロ・チョコ貴族」（コンビニエンスストア限定・バレンタインデー企画）[37]
- 2009年3月30日：「暴君ハバネロ・アンビリーバ棒」「魔王ジョロキア・インポッシ棒」[38]
- 2009年11月16日「暴君ハバネロ・白いチョコ貴族」[39]
- 2010年2月27日：「闇将軍はばねろ・にんにくの変」「闇将軍はばねろ・わさびの乱」[40]
- 2010年1月25日：「最凶の暴君ハバネロ」[41]
- 2010年4月5日：「初心者向けの暴君ハバネロ」[42]
- 2010年8月2日：「キレ辛暴君ハバネロ」[43]
- 2011年3月21日「あまくち暴君ハバネロ」[44]
- 2011年7月7日：「すっぱい暴君ハバネロ　うめぼし味」[45]
- 2012年7月9日：「暴君ハバネロ　麻暴豆腐」[46]
- 2012年9月3日：「暴君ハバネロ うまようじ」[47]
- 2012年11月26日：「チョコ暴君ハバネロ」、「暴君ハバネロ うまいドポテト スパイシーピザ味」[48]
- 2013年3月23日：「暴君ハバネロ・激細」[49]
- 2013年5月31日：「暴君ベジネロ・スタミナ夏野菜」[50]
- 2013年9月23日：「帰ってきた暴君ハバネロ・ウマ盛」
- 2013年10月13日：「PIZZA 暴君ハバネロ」[51]
- 2014年6月23日：「暴君ハバネロ・ウマ辛3兄弟」[52]「暴君ハバネロ・トルティック スパイシータコス味」
- 2014年7月21日：「暴君ハバネロ BLACK・ブラックカレー味」[53]
- 2014年9月22日：「暴君ハバネロ・ハバ盛」[54]
- 2014年11月10日：「暴君マメネロ　えだまめ味」[55]
- 2015年1月5日：「暴君ハバネロ 辛ボレーション　トムヤムクン味」[56]
- 2015年2月9日：「暴君ハバネロ　チョコ盛」[57]
- 2015年5月11日：「暴君ハバネロ・シビ盛」[58](コンビニルート限定)
- 2015年9月17日：「暴君ジャパネロ・うまからわさび仕立て」（全国コンビニルート先行発売）[59]
- 2015年10月5日：「暴君ひたぎ」（〈物語〉シリーズコラボ商品・セブン-イレブン限定）[60]
- 2015年10月26日：「暴君ハバネロ・怪味」[61]
- 2016年1月4日：「暴君ハバネロ　暴ポテト」[62]
- 2016年2月29日：「暴君ハバネロ 229　ウマ辛ガーリック味」
- 2016年3月14日：「暴君ハバネロ・ハバピザ」[63]
- 2016年7月11日：「暴君ハバネロ　ハバネ・ロー」（ONE PIECEコラボ商品、セブン-イレブン限定、販売バンダイ）[64]
- 2016年7月18日：「暴君ハバネロ・ハバレモン」[65]
- 2016年9月19日：「暴君ハバネロ・ハバピザ・クワトロチーズ」[66]
- 2017年3月31日：「暴君ハバネロ　暴チップス・ウマ辛ゴマラー油味」[67]
- 2017年5月1日：「酸暴すっぱネロ・すぱ辛ビネガー味」[68]
- 2017年5月19日：「暴君ハバネロ・暴コーン」「6Pおつまみ暴君ハバネロ」[69]
- 2017年12月7日：「癇癪の激辛！ビッグ・マムのビッグハバネロ」（ONE PIECEコラボ商品、セブン-イレブン限定、販売バンダイ）
- 2018年2月27日：「すっぱウマ神話 魔性ウメデューサ」[70]
- 2018年5月7日：「暴君ハバネロ・熟ハバ」[71]
- 2018年6月18日：「暴君ハバネロ・パク盛」[72]
- 2019年2月11日・2021年3月1日：「暴君ハバネロ・粒ハバ」[73]
- 2019年3月18日：魔性ウメデューサをリニューアル。
- 2019年5月6日：「暴君ハバネロ・だしハバ」[74]
- 2019年8月5日：「濃辛暴君ハバネロ」[75]「濃辛暴君ハバネロ」[76]
- 2020年1月13日：「暴君ハバネロ・ハバノリ♪」[77]
- 2020年5月11日：「暴君ハバネロ・暴おかき」[78]
- 2020年7月6日・2021年2月15日：「黄金暴君ハバネロ」[79][80]
- 2020年10月20日：「黒帝ペッパ」[81]
- 2021年4月5日：「ギガント！暴君ハバネロ」[82]
- 2021年5月10日：「暴君ハバの種・３年熟成ハバネロかんずり」[83]
- 2022年4月19日：「超ギガント！暴君ハバネロ」[84]
- 2022年10月10日・2023年3月6日：「暴君ハバネロ ピーナッツ入り」[85][86]
- 2023年1月9日：「暴君ハバネロ Ｗ」[87]
- 2023年2月27日：「暴君ハバネロ　＜辛辛魚つけめん味＞」[88]
- 2023年5月22日：「暴君ハバネロ・吟醸6年熟」[89]
- 2023年6月19日：「暴君ハバネロ＜ハバネロの実！？＞」[90]
- 2023年8月21日：「大魔王ジョロキア」（再販）[91] （コンビニルート先行発売）

- 2004年4月：暴君ハバネロ THE MAIN THEME FROM THE LEGEND OF BOUKUN HABANERO（タワーレコード）
- 2004年9月：サッポロ一番 暴君ハバネロ激辛焼そば（サンヨー食品）
- 2005年1月：激・激!暴君ハバネロ　パーティースナックゲーム[92]（パルボックス）
- 2005年3月：携帯電話用キャラジャケット P900i用 暴君ハバネロ・暴君ベビネロ（バンダイネットワークス）
- 2006年7月：黒糖アイス 暴君ハバネロ仕立て（フォーモスト ブルーシール）
- 2007年11月：暴君ハバネロ お風呂用（クレアボーテ）
- 2007年11月：暴君ハバネロ激辛ラーメン（サンヨー食品、デイリーヤマザキ限定発売）
- 2007年11月：暴君ハバネロの（旨）[93]スープ（サントリーとの提携）
- 2012年12月：暴君ハバネロ　ウィズ チョコレート（メリーチョコレートカムパニー）
- 2014年4月：ちょいパクラスク 暴君ハバネロ味（山崎製パン）
- 2017年6月：まるごとチョリソーソーセージ 暴君ハバネロ ウマ辛ハバネロソース（山崎製パン）
- 2017年12月：「暴君ハバネロ スープ春雨」（旭松食品）、「暴君ハバネロ ウマ辛焼きそば」「暴君ハバネロ ウマ辛ラーメン」（サンヨー食品）、いずれもローソン限定。[94]
- 2021年8月：暴君ハバネロキムチ（ピックルスコーポレーション）
- 2021年10月：暴君ハバネロ ウマ辛焼きそば（サンヨー食品）
- 2022年1月：暴君ハバネロ味ふりかけ（ニチフリ食品）[95]
- 2022年10月：ランチパック　ハバネロ入りメンチカツとハバネロ焼きそば（山崎製パン）
- 2022年6月：暴君ハバネロ＜旨辛ラスク＞（クリート）[96]
- 2023年7月：いか天暴君ハバネロ（マルエス）
- 2023年8月：旨辛揚小丸暴君ハバネロ味（秋田いなふく米菓）
- 2023年9月：暴君ハバネロ 20thグッズコレクション ～復活の魔王ジョロキア～（バンダイ）

## イベント
- 2004年11月：girlswalker、boyswalkerと提携。
- 2005年11月14日：暴言甲子園 - ウェイバックマシン（2007年6月16日アーカイブ分）。
- 2005年11月14日：R25と提携。
- 2006年11月13日：暴大入試[リンク切れ]。
- 2007年10月29日 - 12月20日：暴魔大戦。
- 2008年1月23日 - 3月14日：暴魔大戦2。
- 2008年3月17日 - 4月22日：暴魔リハビリ大戦。
- 2008年6月6日 - 7月22日：暴魔大戦RETURNS。

## 漫画
暴君ハバネロを題材にした4コマ漫画『暴君ハバネロ ウマカラ4コマ』が2006年9月号から「小学五年生」（小学館）で連載された。連載は2010年3月号まで続き、「小学六年生」でも連載、「小学四年生」では2010年4月号から2011年3月号まで連載された。
2007年1月16日に創刊されたコミック・ガンボには創刊号から第46号まで東ハトの商品が総登場する『あま〜い話vsから〜いハナシ』という漫画広告が掲載されていた。全30話。